# Appendicula schlechteri
Appendicula schlechteri är en orkidéart som beskrevs av Johannes Jacobus Smith och Paul Ormerod. Appendicula schlechteri ingår i släktet Appendicula och familjen orkidéer. Inga underarter finns listade i Catalogue of Life.